# Otto Malling
Otto Valdemar Malling (Copenhaguen, 1 de juny de 1848 – 5 d'octubre de 1915) fou un músic danès del Romanticisme. Era germà del també compositor Jørgen Malling (1836-1907).
Alumne del Conservatori de la seva ciutat natal, el 1885 hi tingué una càtedra de música, en la que tingué entre altres alumnes en Knudage Rilsager, Paul von Klenau i en Rudolph Simonsen, també fou mestre de capella. Figura entre els més notables compositors danesos.
Va escriure moltes obres de música di càmera, i concerts per a piano, fantasies per a violí, obres corals i cantates.